# 卡里·彼德斯
卡里·彼德斯（1985年11月17日—），出生於盧森堡Dudelange，是盧森堡越野滑雪運動員。他代表盧森堡參加2014年冬季奧運競速賽。他原本還計畫參加15公里古典賽，因為重感冒而退賽。
彼德斯為盧森堡首位取的奧運越野滑雪參賽資格的運動員。